# بتخنیه
بتخنیه (به عربی: بتخنی) یک منطقهٔ مسکونی در لبنان است که در شهرستان بعبدا واقع شده‌است. بتخنیه ۱٬۰۰۰ متر بالاتر از سطح دریا واقع شده‌است.